# 高野よしてる
高野 よしてる（たかの よしてる、本名：高野義輝、1923年8月22日 - 2008年11月15日）は、日本の雑誌編集者・漫画家である。九州生まれ。関東商業学校（現・関東第一高等学校）、法政大学出身。漫画家としては1950 - 1970年（昭和25 - 45年）頃まで月刊・週刊の漫画雑誌で活躍した。代表作は『赤ん坊帝国』『黒帯くん』『13号発進せよ』など。

## 経歴
1923年（大正13年）、九州に生まれる。4歳の頃に家族ともども東京に移り、以後東京で育つ。
中学の頃から漫画家を目指し、志を同じくする友人たちと共に「新世紀漫画集団」という名のグループを結成。日曜日になっては漫画について討論や研究、デッサンをしていた。このグループには高野と同じく後に漫画家となる加藤芳郎も所属していた。
1944年（昭和19年）に法政大学に入学するが、直ぐに学徒出陣で世田谷の予備士官学校に行く。特殊警務要員（実はスパイ）になることを命じられ、予備士官学校卒業の後、本命令が出るまで若干の教育を受けていたが、その間に終戦を迎える。
戦後は大学を卒業し、身内が経営していた九州の建築会社に就職するが、道楽者だった社長が気に入らず、2年で辞める。兄の薦めで当時、カストリ雑誌や総合誌『新生』などを出版していた新生社に勤務。
その後、創文社でカストリ雑誌『奇抜雑誌』『怪奇雑誌』などを創刊。編集長を勤めた。しかし、イラスト、漫画、デザインなど雑誌の内容の大半を担当していたにもかかわらず、原稿料が出なかったことに不満を持った。また、この頃から「高野よしてる」というペンネームを使い出す。
自分の作品がどこまで世間に通用するかということも試したかったので、仕事の傍ら、各誌に漫画を投稿すると、おおかた採用されるも、連載していた『ラッキー』（国民社）という雑誌以外からは原稿料をもらえなかった。1949年（昭和24年）頃までそのような状況が続いていたが、1950年に光文社の漫画雑誌『少女』7月号から『ホクロちゃん』の連載を開始し、満を持して漫画家としてデビュー。連載中に『少女ブック』（集英社）、『少女サロン』（偕成社）、『少女の友』（実業之日本社）など、各社の少女漫画誌に作品を発表する。
少年画報社から「『少年画報』に描いてみてくれませんか？」と男子向けの漫画を要望され、高い知能を持つ赤ん坊たちが地球を狙う侵略者と戦うSF長編作『赤ん坊帝国』を1952年から連載。以降、いわゆる月刊誌全盛期に『木刀くん』や柔道漫画『黒帯くん』を連載。『週刊少年マガジン』（講談社）ではSF巨大ロボット漫画『13号発進せよ』を連載し、創刊号の巻頭を飾った。
正確な人物の関節や背景の遠近の描写など、質が高い非凡なデッサン力も相まってか、1950年代後半には手塚治虫と肩を並べるほどの人気作家であった。『週刊少年マガジン』（講談社）、『週刊少年ジャンプ』（集英社）両誌の創刊号に描いた作家でもある。
しかし、一ヶ月に200ページもの仕事量、不規則な生活、様々なプレッシャーが付きまとう日々を過ごしていくうちに、「このままでは死んでしまう」と考え、次第に仕事量を減らし、1970年には断筆する。
その後、東京・祐天寺にカメラ店・株式会社タカノを創業。会長を務めた。

## 略年譜
- 1923年、九州に生まれる。
- 1947年、新生社や創文社で『奇抜雑誌』などのカストリ雑誌の編集に携わる。
- 1950年、『ホクロちゃん』で漫画家デビュー。
- 1952年、『赤ん坊帝国』で少年漫画に進出。
- 1959年、「週刊少年マガジン」創刊号で『13号発進せよ』を連載開始。
- 1970年、断筆。

## 人物
- 中学時代は柔道部に所属。やんちゃだったらしく、柔道部や剣道部の連中とともに仲が悪い他校の連中と、高野曰く「血まみれの」喧嘩ばかりしていたという。
- 手塚治虫と仲が良かった。

## 主な作品
- ホクロちゃん（光文社「少女」1951年7月号〜1955年1月号）
- 赤ん坊帝国（少年画報社「少年画報」1952年6月号〜1953年9月号）
- 地球をころがす少年（秋田書店「冒険王」1954年1月号〜6月号）
- 木刀くん（「冒険王」54年7月号〜58年頃）
- 黒帯くん（集英社「おもしろブック」1956年1月号〜不詳）
- 13号発進せよ（講談社「週刊少年マガジン」1959年3月17日号（創刊号）〜1960年（20号））
- 東京ターザン（「日の丸」1960年1月号〜9月号）
- 鉄腕キング（秋田書店「冒険王」1960年1月号〜4月号）
- うなれ鉄拳（「中学生の友二年」1960年4月号〜8月号）
- 悪魔の発明（原作：ジュール・ベルヌ、小学館「小学六年生」1960年夏休増刊号付録）
- 雨にさく花（講談社「なかよし」1960年夏休み増刊号）
- 俺はやるぞ（小学館「週刊少年サンデー」1965年 2号〜 16号）
- ニチボー・バレーチーム物語（小学館「小学六年生」1965年6月号、7月号）
- 小野香選手物語　涙の大車輪（小学館「小学六年生」1965年11月号付録）
- 一万三千人の容疑者（小学館「小学六年生」1967年1月号〜 2月号）
- 死者からの手紙（原作：柳柊二、小学館「小学六年生」1967年4月号）
- あらしの夜行列車（小学館「小学六年生」1967年5月号、6月号）
- 秘密指令Q9（小学館「小学六年生」1967年9月号、10月号）
- 地獄剣（集英社「少年ジャンプ」1968年8月1日号（創刊号））

## 単行本
- 「13号発進せよ」上・下巻（マンガショップ）
- 「やおやのゆめちゃん」（講談社漫画絵本）

## アシスタント
- 斉藤あきら